# Harry Stack Sullivan
Herbert Harry Stack Sullivan (Norwich, New York, 21. veljače 1892. – Pariz, Francuska 14. siječnja 1949.) bio je američki psihijatar, otac teorije interpersonalnih odnosa. Koristio je terapijske metode koje su prethodile kongitivno-bihevioralnim pristupima.

## Životopis
Herbert Harry Stack Sullivan rođen je u Norwichu, New York. Bio je američki psihijatar čiji se rad u području psihoanalize bazirao na direktnim i provjerljivim promatranjima nasuprot apstraktnijim koncepcijama nesvjesnoga za koje se zalagao Sigmund Freud i njegovi sljedbenici. Sullivan je bio dijete irskih imigranata i ilegalno je odrastao u protukatoličkom gradu. To je rezultiralo socijalnom izolacijom što je možda bio poticaj za njegovo kasnije zanimanje za psihijatriju. Dobio je medicinsku diplomu na Chicago sveučilištu medicine i operacije godine 1917. Zajedno uz: Claru Thompson, Karen Horney, Ericha Fromma, Erika H. Eriksona i Frieda Fromm-Reichmann, Sullivanov rad se bazirao na razumijevanju osoba, kao individua temeljeno na mreži međusobnih odnosa u koju je taj pojedinac upleten. 
Kod Sullivana se često postavlja pitanje je li neo-freudovac ili nije. Sullivan je često osuđivan, a zatim i odbacivan, da je «neofreudovac». Ljudi su pretpostavljali da su njegove ideje samo nastavci i razrade Freudovih, te da ta dva pisca dijele zajedničke pretpostavke. Implicirano je da, najbolji način da se razumije Sullivan je da se počne s čitanjem Freuda, te da je Sullivan samo preradio Freudeove ideje. Alternativni pogledi, da Sullivan reprezentira svježi i nezavisni početak, uz to i održive alternative Freudizmu, nisu bili ozbiljno razmatrani koju zaslužuje. Ipak, kako je to Helen Swick Perry promatrala, obazirući se na odnos između Sullivana i Freuda, «Akademski je postaviti njihova razmišljanja u suprotnost: Obojica dolaze iz drugačijih društava…» Ili citat samoga Sullivana «Naša psihijatrija se razvila u posebnoj situaciji društvenoga života…» (1940.)

## Radovi
Njegovi zapisi uključuju:
- Koncepciju moderne psihijatrije (1947.)
- Interpersonalna teorija psihijatrije (1953.)
- Shizofrenija kao ljudski proces (1962.)

Sullivan je razvio psihijatrijsku teoriju baziranu na interpersonalnim odnosima u kojima su kulturalni utjecaji izrazito odgovorni za nastanak mentalnih bolesti. Po njegovim riječima, osoba mora posvetiti pozornost na «interakciju», a ne na «intrapsihičko». Potraga za zadovoljstvom kroz personalno upuštanje u odnose s drugima je dovelo Sullivana da okarakterizira samoću kao najbolniji od ljudskih iskustava. Također je proširio Freudovsku psihoanalizu na liječenje pacijenata s teškim mentalnim poremećajima, maročito shizofrenija.
Uz to što je prvi upotrijebio izraz poredak po značajnosti u psihološkoj literaturi, Sullivan je razvio Self System, strukturu osobnih crta ličnosti koje se razvijaju u djetinjstvu i pojačavaju pomoću pozitivnog potkrepljenja i sigurnosnih operacija razvijenih u djetinjstvu kako bi izbjegavali anksioznost i prijetnje samopouzdanju. Nadalje, Sullivan je definirao Self System kao upravljački mehanizam prema serijama JA-TI ometajućim ponašanjima; ono što pojedinac čini namjerava izazvati određenu reakciju. Sullivan je nazvao takva ponašanja Parataksičnim integracijama, i naglasio je da takve akcija-reakcija kombinacije mogu postati rigidne i dominantne u obrascu razmišljanja odraslih, ograničavajući tako njegove akcije i reakcije prema svijetu na način kako ga odrasli vidi a ne kakav je on zapravo. Rezultirajuće netočnosti u rasuđivanju, Sullivan je odredio kao parataksična distorzija (iskrivljenje), kada su druge osobe percipirane ili evaluirane bazirano na obrascima prijašnjeg iskustva, slično Freudovom stajalištu prijenosa. 
Sullivanov rad na interpersonalnim odnosima je postao osnova za interpersonalnu psihoanalizu, školu psihoanalitičke teorije i liječenja koja detaljno proučava nijanse u obrascima pacijenata koje se tiču interakcije s drugim ljudima. Bio je jedan od suosnivača William Alanson White instituta, koji je od mnogih smatran jednim od vodećih neovisnih psihijatrijskih instituta na svijetu. Bio je na čelu škole za psihijatriju u Washingtonu od 1936 do 1947 godine. Iako je bio prihvaćen od mnogih, Sullivan nikada nije stekao bitnu reputaciju poput njegovih istomišljenika kasnije. Nagađa se da li je to zbog njegove nedovoljno razmatrane homoseksualnosti. Živio je više od dvadeset godina s Jimmiem Inscoem, koji je uzeo ime Jimmie Sullivan, sve do Sullivanove smrti 1949 godine. Kontroverza još okružuje prirodu njihova odnosa, iako pouzdani izvori nalažu da nisu bili, kako bi mi to rekli, «životni partneri». Za njihove prijatelje Jimmie Sullivan je bio njegov posvojeni sin, iako nije bilo formalnoga posvojenja. To nije bilo neobično za homoseksualne parove iz toga razdoblja. Izgradio si je reputaciju baziranu na njegovom eksperimentalnom liječenju shizofrenije u Shepard-Pratt bolnici, između 1925. – 1929. godine. Zaposlio je posebno trenirane pomoćnike koji su radili s pacijentima kako bi im pružili bliske odnose za koje je vjerovao da su pacijenti propustili tijekom latentne faze u razvoju. Doktori, medicinske sestre, i ostale autoritarne ličnosti su izbačene iz tima. Vjerovao je da postoji homoseksualni element u dobi latencije, u odnosu s vlastitim vršnjacima te da neuspjeh prolaska kroz ovu fazu vodi do samo-gađenja, povlačenja iz svijeta u fantaziju i psihozu te da to rezultira neuspjehom prelaska na heteroseksualno prilagođavanje. Na taj način su pacijenti, koji su svi bili mladi muški homoseksualci, uz to i shizofreni, u tim pozitivnim interakcijama s nazočnima, također mladim muškim homoseksualcima, uspjeli zaliječiti rane koje su nastale zbog izostanka muške intimnosti u pred adolescenciji. Mnoge stvari koje su pretpostavljane da su istinite o Sullivanovu profesionalnom i privatnom životu, sada se nanovo razmatraju u svijetlu doktorskoga rada Naoko Wake – Privatna praksa: Harry Stack Sullivan, Homoseksualnost, i granice psihijatrijske slobode, koja je predočena odjelu za Povijest Sveučilišta u Indiani u lipnju 2005. Radnja reprezentira drugačiji pogled od onoga koji pokazuju Sullivanovi biografi, i uključuje materijal od Helen Swick Perry, njezinih privatnih bilježaka o Sullivanovoj biografiji.
Za razumijevanje Sullivanovog rada, pomaže uvid u utjecaj Sandora Ferenczija i njegovog mentora, Adolf Meyera. Meyer je, kao i Sullivan vjerovao «promatranje sa sudjelovanjem» nasuprot psihoterapiji ili nametljivim terapijama poput terapija inzulinom, elektrošokovima ili lobotomija. Zapadni budistički vođa, Mark Epstein je primijetio da Sullivan govori o vjerovanju o jedinstvenoj osobnoj individualnosti kao o «majci svih iluzija», govoreći: «Sullivan je bio osnivač onoga što je kasnije u Americi postalo poznato kao interpersonalna škola psihoterapije. Vjerovao je u postojanje odnosa ali ne i individualnosti. Britanski analitičar djece D.W. Winnicott je izjavio istu stvar rekavši da bebe ne postoje, samo beba-majka dijada. Postojimo u odnosima s drugima, Sullivan je shvatio, ne kao individue.»
Nekoliko opažanja filozofije Harry Stacka Sullivana: Zdrava osobnost je rezultat zdravih odnosa s drugima. To je bio kamen temeljac Sullivanovih teorija interpersonalnih odnosa. Sullvan je proveo život radeći s pacijentima, psihijatrima i socijalnim psiholozima kako bi dokazao da na ljude najviše utječe njihov odnos s drugim ljudima. Vjerovao je da se osobnost razvija u skladu s ljudskom percepcijom toga kako ih drugi vide. «Drugi» su za Sullivana uključivali personofikacije, poput vlade, isto kao i imaginarnih i idealiziranih figura. Sullvan se usmjeravao na opažajuće interpersonalno ponašanje, uključujući i klijentove reakcije na terapeuta. Vjerovao je da se emocionalna dobrobit može postići tako da pojedinac postane svjestan svojih disfunkcionalnih interpersonalnih obrazaca. Sullvan je nazvao svoj pristup interpersonalna teorija psihijatrije zato što je vjerovao da je psihijatrija studija o tome što se događa između ljudi. To je suprotno Freudovoj paradigmi koja se fokusira na to što se događa unutar ljudi. Za Sullivana, odnos s drugima je primaran. Osobnost je hipotetički entitet koji se ne može promatrati odvojeno od interpersonalnih situacija u kojima se manifestira. 
Sullivan predlaže dva izvora motivacije:
- Potjera za zadovoljstvom
- Potjera za sigurnošću

Ljudi teže maksimalnom zadovoljenju primarnih bioloških potreba. Cilj je smanjenje napetosti. Nasuprot tome, nastojimo minimalizirati nesigurnost koja proizlazi iz kulturalnih i socijalnih potreba. U Sullivanovom modelu, glavna sila motivacije je izbjegavanje i smanjivanje anksioznosti. 
Anksioznost: Za Sullivana anksioznost je zarazna. Pokupimo je od našeg skrbnika – najčešće majke. Novorođenčad imaju empatični kapacitet koji omogućuje osjetiti nastrojenost i osjećaje značajnih ljudi oko njih.
- Djeca doživljavaju euforiju kada osjete dozvoljavanje od drugih
- Djeca doživljavaju disforiju kada osjete nedozvoljavanje i     ponižavanje od drugih
- Sullivan opisuje još jedno stanje, ne ja, u kojemu se osjećamo nepoznato, tajanstveno, neintegrirano. Ovo stanje je popraćeno intenzivnom anksioznošću poput noćnih mora i shizofrenih iskustava.

Anksioznost je dakle, uzeta od naših skrbnika. Ona je interpersonalni fenomen ukorijenjen u očekivanja ponižavanja i odbijanja od drugih ili nas samih. Anksioznost zato potiče potrebu za sigurnosti.  
Mentalni poremećaj: Mentalni poremećaj se odnosi na interpersonalne procese ili neadekvatne u određenoj situaciji ili prekomjerno kompleksni zbog iluzornih osoba koje su također integrirane u situaciju. Nerješene situacije iz prošlosti mijenjaju našu percepciju sadašnje situacije i previše kompliciraju akcije u njima. Sullivan kaže da mi interpretiramo trenutačne odnose kroz unutrašnje reprezentacije ili sheme koje su konstruirane u kroz naše prijašnje interakcije. 
ZAPISI:
Iako je Sullivan izdao malo djela za svoga životnog vijeka, utjecao je na generacije profesionalaca u području mentalnog zdravlja, posebice kroz svoja predavanja u Lješnjakovoj kolibici u Washingtonu. Leston Havens ga je smatrao najvažnijim podzemnim utjecajem u američkoj psihoanalizi. Njegove ideje su sakupljane i izdavanje naknadno, uređivane od Helen Swick Perry koja je također izdala detaljnu biografiju 1982. godine. Sullivan naglašava da, paradoksalno, višak sigurnosti može dovesti do napuštanja kompleksnog procesa potrage ta sigurnošću prije nego što je on uopće postignut.
Mentalna Dobrobit:
Za Sullivana, mentalno zdravlje se može mjeriti kroz ravnotežu između potrage za zadovoljstvom i sigurnosti. Naša sposobnost održavanja zadovoljstva uzimajući u obzir obrasce socijalnog odobravanja uzrokuje osjećaj dobrobiti, samoodobravanja, i sigurnosti. Ako zadovoljstvo nije ispunjeno, osjećamo anksioznost, nesigurnost i nemir.
Heteroseksualna intimnost i zadovoljstvo:
Sullivan naglašava problem tempiranja vremena: Žene prolaze kroz promjene u pubertetu nekako u prednosti nad muškarcima, i to dovodi do zamuckivanja u procesu razvoja između dječaka i djevojčica u ustanovama vršnjaka (poput škole), tako da u vrijeme kada se dječaci počinju zanimati za djevojke, većina djevojaka već ozbiljno zapetljana u probleme s dečkima. U ranoj adolescenciji, Sullivan raspravlja o «sudarima između intimnosti, potrebe i požude.
Problem je u tome što je požuda dio osobnosti. Zadovoljavajući nečiju požudu dolazi do značajne cijene za nečije samopoimanje, jer su zločeste cure nevrijedne i nisu baš ljudi na način na koji su dobre cure. Tako da kada se god naiđe na osobu koja radi takvu oštru separaciju članova suprotnog spola na to što jesu, može se reći, poželjni su oni koji su nepoželjni, može se pretpostaviti da takva osoba ima poveći rascjep poštovanja u svom genitalnom ponašanju, tako da nije baš sposobna integrirati to ponašanje jednostavno i sa samopoštovanjem u svoj život. Ti raznovrsni rascjepi koji dolaze u ovome stadiju mogu biti glavni motivi za predadolescente ili adolescente u ranoj adolescenciji da ulaze u homoseksualne igre.

## Heuristički stadiji u razvoju
Razdoblje dojenčadi: proteže se od par minuta poslije rođenja do pojave artikularnog govora, ali ipak nekomunikativnog i bez ikakvoga značenja.
Djetinjstvo: proteže se od sposobnosti izražavanja artikuliranih zvukova koji pripadaju govoru, do pojave potrebe za prijateljima za igru. 
Razdoblje maloljetnosti: proteže se kroz većinu osnovne škole do pojave maturacije, do pojave za intimnim odnosima s drugom osobom sličnog statusa.
Predadolescencija: izrazito važno ali kronološki vrlo kratko razdoblje koje uglavnom završava pojavom genitalne seksualnosti i puberteta, ali psihološki završava pojavom snažnog interesa za osobu suprotnoga spola.
Adolescencija: varira od kulture do kulture, nastavlja se sve dok osoba ne stekne neki obrazac ponašanja koji zadovoljava njegovu požudu, njegove genitalne pogone.
Kasna adolescencija: nastavlja se kao razdoblje osobnosti dok bilo koji djelomično razvijeni aspekti osobnosti ne uđu u njihove prave odnose.
Odraslost: uspostavljanje odnosa ljubavi prema drugoj osobi, u kojemu je druga osoba značajno, ili gotovo podjednako značajna kao mi sami. Ova izrazito jako razvijena intimnost s drugom osobom nije najvažniji cilj u životu, ali je, vjerojatno cilj izvora zadovoljstva u životu.

## Interpersonalna teorija
Interpersonalna teorija je veza između tri stajališta.
Kružno prikazivanje u interpersonalnoj psihologiji je inspirirano teorijom Harry Stack Sullivana i sociološke teorije George Herbert Meada, i omogućila je istraživanje Timothy Learyja mnogo dostupnijim i eksplicitnijim. On je predstavio cirkularni poredak varijabli znan kao interpersonalno kružno prikazivanje. Interpersonalna teorija sadržava tri stajališta vodećih ideja: princip komplementarnosti, princip vektorske dužine, i princip kružne strukture.
Prva stavka interpersonalne teorije je princip komplementarnosti (Carson, 1969; Kiesler, 1983; Orford, 1986; Wiggins, 1982), koji kaže da ljudi u dvojnim interakcijama raspravljaju o definiciji njihovog odnosa kroz verbalnu i neverbalnu komunikaciju. Raspravljanje se odvija kroz sljedeće crte: dominantan-prijateljski traži podložan-prijateljski i obratno, te dominantan-neprijateljski traži podložan-neprijateljski i suprotno.
Sljedeća stavka interpersonalne teorije je princip vektorske dužine, koji nalaže da je unutar dijagnoze tipova osobnosti u interpersonalnom krugu, vektorska dužina (mjera statističke devijance) indeks psihopatologije. Odnosno, ljudi s rigidnim, nefleksibilnim osobnostima imaju više problema – čak i ako su ti ljudi nefleksibilni u prijateljskom smjeru, dok ljudi s fleksibilnim, prilagodljivim osobnostima imaju manje problema, čak i ako su ti ljudi generalno piše neprijateljski nastrojeni nego prijateljski. 